# Pittosporaceae
Las pitosporáceas (Pittosporaceae) son una familia de plantas angiospermas pertenecientes al orden de las apiales.
Incluyen árboles, arbustos y trepadoras que se distribuyen en 11 géneros y aproximadamente 200 especies.
Su hábitat abarca desde las regiones tropicales hasta las templadas de África, Eurasia y Australasia. Son plantas leñosas de hojas simples y alternas. Las flores son generalmente hermafroditas, actinomorfas, pentámeras e hipóginas. El frutos es una cápsula o una baya. Se cultivan como plantas ornamentales.

## Géneros
- Auranticarpa
- Bentleya
- Billardiera
- Bursaria
- Cheiranthera
- Citriobatus
- Hymenosporum
- Marianthus
- Pittosporum
- Pronaya
- Rhytidosporum
- Sollya